# Célio Alves Dias
Célio Alves Dias (* 8. Dezember 1971 in Macau) ist ein macauischer Autorennfahrer.

## Karriere
Alves Dias begann seine Motorsportkarriere 2008 in macauischen Tourenwagenrennen. 2008 wurde er Dritter des Macau Interport Race. 2009 trat er in der Macau Touring Car Championship an und erreichte in einem Honda Integra den vierten Platz der N2000-Wertung. Nachdem Alves Dias 2010 Vierter des Macau/Hong Kong Interport Race geworden war, trat er 2011 und 2012 in der Macau Touring Car Championship in einem Honda Integra an. 2011 erreichte er den fünften Rand und 2012 den sechsten Rang der AAMC Challenge.
2012 debütierte Alves Dias zudem im internationalen Motorsport. Beim Lauf der Tourenwagen-Weltmeisterschaft (WTCC) auf dem Guia Circuit in Macau startete er in einem Chevrolet Lacetti von China Dragon Racing.

## Persönliches
Alves Dias ist verheiratet und hat ein Kind.

## Karrierestationen
- 2009: Macau Touring Car Championship, N2000 (Platz 4)
- 2011: Macau Touring Car Championship, AAMC (Platz 5)
- 2012: Macau Touring Car Championship, AAMC (Platz 6)
- 2012: WTCC